# Jakten på Dodger
Jakten på Dodger (originaltitel: Monkey Trouble) är en familjefilm från 1994 regisserad av Franco Amurri med skådespelare som Thora Birch, Mimi Rogers, Harvey Keitel m.fl.

## Handling
Eva Gregory (Thora Birch) är en 9-årig tjej som längtar efter att ha ett eget husdjur. Hennes mamma Amy (Mimi Rogers) tycker inte att hon är tillräckligt ansvarsfull, dessutom är hennes styvpappa (Christopher McDonald) pälsallergiker. Så när Eva gömmer en apa kallad Dodger, som har flytt från sin ficktjuv mästare Azro (Harvey Keitel) försöker Eva hålla Dodger som en hemlighet. Men det blir svårt, speciellt när ficktjuven Dodger börjar stjäla allt han ser.

## Skådespelare
| Finster                           | – Dodger  |
| Thora Birch                       | – Eva     |
| Harvey Keitel                     | – Azro    |
| Mimi Rogers                       | – Amy     |
| Christopher McDonald              | – Tom     |
| Adrian Johnson och Julian Johnson | – Jack    |
| Kevin Scannell                    | – Peter   |
| Alison Elliott                    | – Tessa   |
| Robert Miranda                    | – Drake   |
| Victor Argo                       | – Charlie |

## Filmen i andra länder
| Land           | Lokalt namn                      | Svensk översättning     | Utgiven            |
| -------------- | -------------------------------- | ----------------------- | ------------------ |
| Storbritannien | Monkey Trouble                   | Approblem               | 14 oktober, 1994   |
| Australien     | Monkey Trouble                   | Approblem               | 14 oktober, 1994   |
| Sydkorea       | Dodger's Monkey                  | Apan Dodger             | 16 juli, 1994      |
| Frankrike      | Mon ami Dodger                   | Min kompis Dodger       | 21 juni, 1995      |
| Kanada         | Eva et Dodger cassent la baraque |                         | 21 juni, 1995      |
| Italien        | Mio amico zampalesta, Il         | Min kompis Dodger       |                    |
| Ungern         | Zürös majom                      | Apan Dodger             |                    |
| Danmark        | Abetyven                         |                         | 30 september, 1994 |
| Spanien        | Ladrón de cuatro manos, Un       | Tjuven med fyra händer  | 30 juni, 1995      |
| Tyskland       | Immer Ärger um Dojo              | Alltid strul med Dodger | 2 februari, 1995   |
| Portugal       | A Culpa Foi do Macaco            | Det var apans fel       | 30 juni, 1995      |
| Sverige        | Jakten på Dodger                 |                         | 30 september, 1994 |
| USA            | Monkey Trouble                   | Approblem               | 18 mars, 1994      |